# Сулуджа
Сулуджа (на турски: Suluca) е село в Източна Тракия, Турция, Вилает Одрин. Околия Кешан.

## География
Селото се намира на 27 км южно от Кешан.

## История
Според статистиката на професор Любомир Милетич в 1913 година в Сулуджа живеят 100 гръцки семейства.